# قلعة تينبي

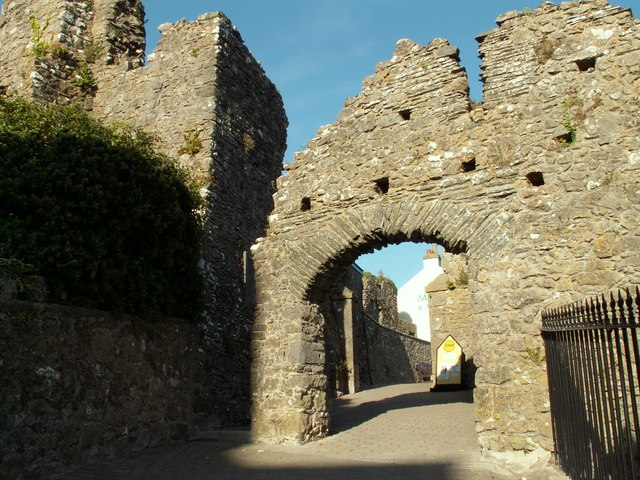
بوابة تؤدي إلى قلعة تينبي.

قلعة تينبي ( (بالويلزية: Castell Dinbych-y-pysgod)‏ ) وهي عبارة عن حصن مقدمتة تقع على البحر يفصله برزخ من بلدة تينبي ، بيمبروكشاير ، ويلز ، و تعود بقايا البناء الحجري إلى القرن الثالث عشر ولكن ذكرت القلعة منذ بدايات العام 1153. إنه مبنى محمي من الدرجة الثانية * .

## تاريخ

### البناء

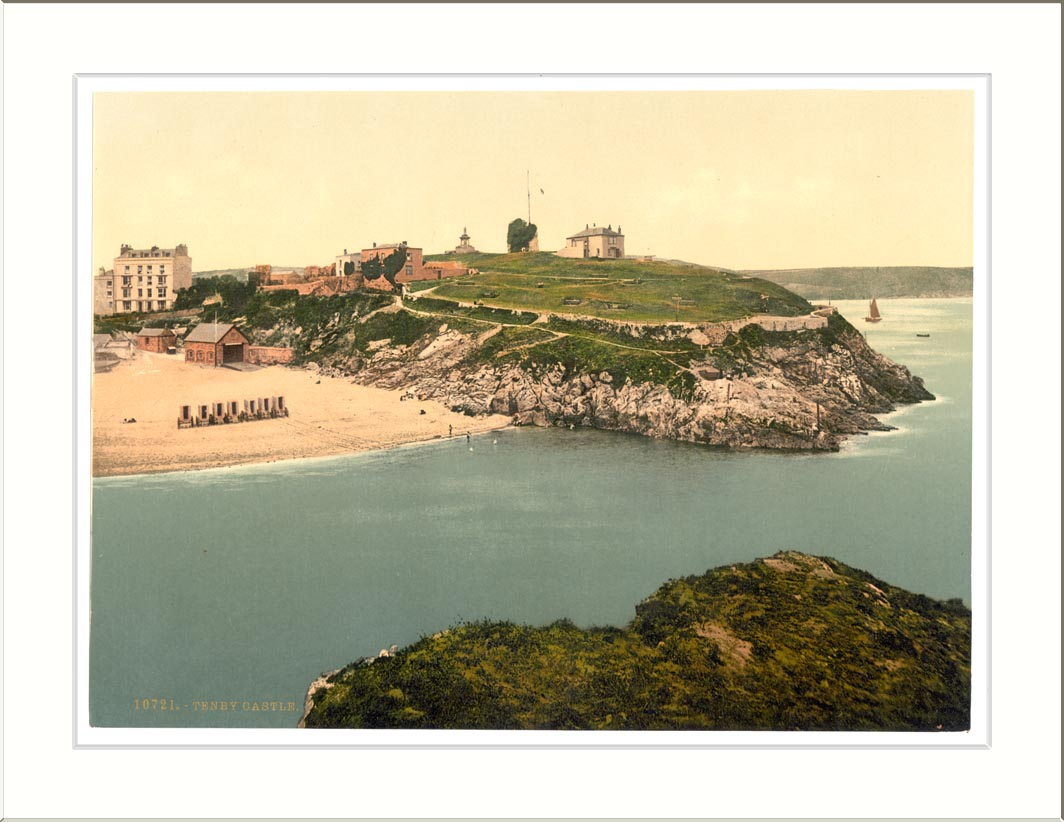
بطاقة بريدية فيكتورية تظهر بقايا قلعة تينبي ، تُرى من جزيرة سانت كاترين.

القلعة ، التي كانت تقع على نتوء صخري ، أسسها النورمانديون أثناء غزوهم غرب ويلز في القرن الثاني عشر، و تم بناء برج حجري على أعلى نقطة من مقدمة الحصن والذي كان محميًا بحائط ساتر ، كان للأسوار بوابة وعدة أبراج صغيرة نحو اليابسة، فيما أحاط جدار بحري صغير منطقة الشاطئ إلى الغرب وبقية الموقع.
في عام 1153 ، تم الاستيلاء على القلعة وتدميرها من قبل ميريدث اب غريفيث و ريهيس اب غريفيث (أبناء غريفيث اب ريهيس ) ، الحاكم المستقبلي لمملكة ديهايبارث الصغيرة الجنوبي غربية في وسط ويلز، وحاصر الويلزيون القلعة مرة أخرى عام 1187، بعد ما يقرب قرن من الزمان ، قام لوويلين اب غريفيث (أمير جوينيد وابن غريفيث اب لوويلين ) بنهب المدينة خلال حملاته لاستعادة جنوب ويلز في عام 1260 ولكن القلعة لم تأخذ من قبل الويلزيين.

### التنازل
بحلول أواخر القرن الثالث عشر ، أصبحت قلعة تينبي والبلدة جزءًا من مارشر لورد من بيمبروك ، والتي كانت في ذلك الحين تحت حكم ويليام دي فالينس ، إيرل بيمبروك الأول . وكان الفارس الفرنسي ، الذي كان متزوجًا من جوان دي مونشينسي ، حفيدة ووريثة إيرل بيمبروك السابق ، قد قدم الخدمة العسكرية لهنري الثالث في حرب البارونات الثانية ، كما حرض على بناء سور دفاع حول البلدة، وبحلول بداية القرن الرابع عشر ، اقتربت أسوار مدينة تينبي من الاكتمال، مما قلل من الأهمية الدفاعية لقلعة تينبي ، وتم تعزيزها بشكل أكبر في عام 1328 ، عندما تم بناء مرقب حصن على شكل D للدفاع عن البوابة الرئيسية للبلدة وأضيفت لاحقًا أبراج إضافية على شكل D للأسوار الشمالية والجنوبية. بحلول القرن الرابع عشر ميلادياً ، تلاشى خط إيرلز ، وتم التخلي عن قلعة تينبي وهي في حالة يرثى لها.
في عام 1457 ، أعطى الملك هنري السادس مارشر لوردشيب (وما يرتبط بها من إيرلدوم) إلى جاسبر تيودور ، أخيه غير الشقيق ، الذي بدوره وافق على تجديد وتحسين دفاعات البلدة من خلال تقسيم التكلفة بينه وبين تجار البلدة، و تضمنت التحسينات توسيع الخندق الجاف على طول السطح الخارجي لأسوار البلدة إلى 30 قدم (9.1 م) ، وزيادة ارتفاع السور ليشمل طبقة ثانية أعلى من شقوق السهام خلف ممر حاجز جديد وإضافة أبراج صغيرة إضافية إلى نهايات الأسوار بحيث تتاخم حواف الجرف.
في منتصف القرن السادس عشر ، تم بناء برج كبير آخر على شكل D (سُمي ب «الأقواس الخمسة») في العصر الإليزابيثي بعد ذعرهم بشأن أسطول إسباني آخر.
في عام 1648 وأثناء الحرب الأهلية الإنجليزية الثانية ، قامت وحدة من الملكيين تحت إمرة رايس باول بحصن بلدة تينبي مُجددا لمدة 10 أسابيع حتى تم تجويعهم للاستسلام من قبل البرلمانيين المحاصرين.

## يومنا هذا
بقيت بعض ملامح قلعة القرون الوسطى. ويمر طريق من ميناء تينبي إلى قمة قلعة هيل عبر بوابة الساحة الرئيسية، وعلى قمة النتوء برج صغير. وتم وضع مسار دائري في القرن التاسع عشر يتبع خط الأسوار الساترة الأصلية. وتم بناء متحف ومعرض فنون تينبي على أنقاض المبنى المحلي للقلعة ، وربما القاعة الكبرى .
على الرغم من هدم البوابة الشمالية لتوسعة الطريق ، إلا أن أسوار بلدة تينبي على الجانب الشمالي مكتملة إلى حد كبير، اما الأسوار والأبراج الشرقية فهي سليمة.

## وصلات خارجية
- قلعة تينبي